# IIFA Award/Bester Komiker
Die Gewinner des IIFA Best Comedian Award waren:
| Jahr | Darsteller        | Film                     | Deutscher Titel                  |
| ---- | ----------------- | ------------------------ | -------------------------------- |
| 2000 | Anil Kapoor       | Biwi No. 1               | —                                |
| 2001 | Paresh Rawal      | Hera Pheri               | —                                |
| 2002 | Govinda           | Jodi No. 1               | —                                |
| 2003 | Mahesh Manjrekar  | Kaante                   | Kaante                           |
| 2004 | Boman Irani       | Munnabhai M.B.B.S.       | Munna Bhai – Lachen macht gesund |
| 2005 | Akshay Kumar      | Mujhse Shaadi Karogi     | Zwei Herzen für Rani             |
| 2006 | Javed Jaffery     | Salaam Namaste           | Hochzeit – Nein danke!           |
| 2007 | Tusshar Kapoor    | Golmaal                  | —                                |
| 2008 | Govinda           | Partner                  | —                                |
| 2009 | Abhishek Bachchan | Dostana                  | Echte Freunde – Dostana          |
| 2010 | Sanjay Dutt       | All the Best: Fun Begins | —                                |
| 2011 | Riteish Deshmukh  | Housefull                | —                                |
| 2012 | Riteish Deshmukh  | Double Dhamaal           | —                                |
| 2013 | Abhishek Bachchan | Bol Bachchan             | —                                |
| 2014 | Arshad Warsi      | Jolly LLB                | —                                |
| 2015 | Varun Dhawan      | Main Tera Hero           | —                                |
| 2016 | Deepak Dobriyal   | Tanu Weds Manu           | —                                |
| 2017 | Varun Dhawan      | Dishoom                  | —                                |